# Mettmach
Mettmach osztrák mezőváros Felső-Ausztria Riedi járásában. 2021 januárjában 2384 lakosa volt.

## Elhelyezkedése

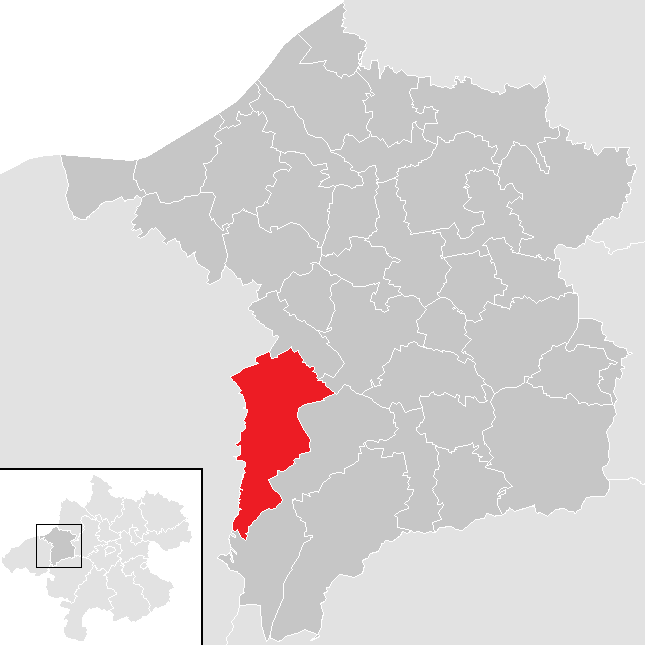
Mettmach a Ried im Innkreis-i járásban

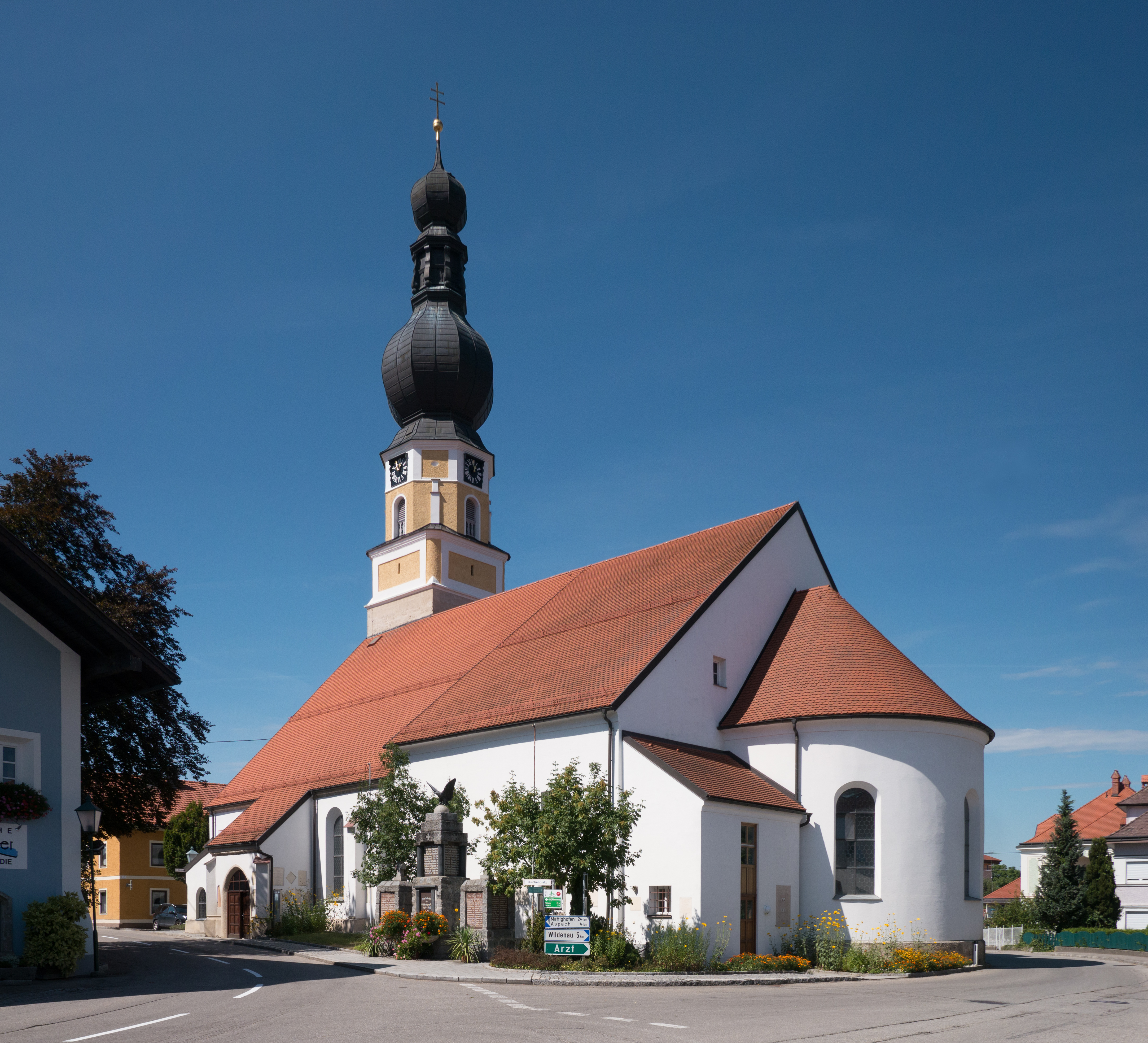
A Szt. István-plébániatemplom

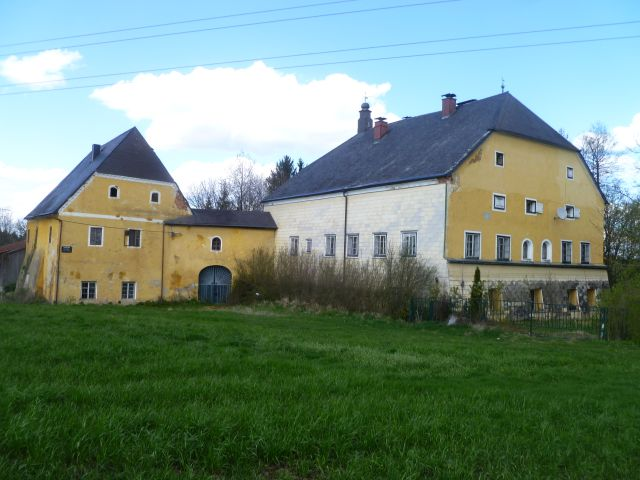
A huebi kastély

Mettmach a tartomány Innviertel régiójában fekszik, az Inn- és Hausruckvierteli-dombságon, a Mettmacher Ache folyó mentén. Területének 24,5%-a erdő, 66,4% áll mezőgazdasági művelés alatt. Az önkormányzat 31 települést és településrészt egyesít: Aichet (46 lakos 2021-ben), Aigen (2), Arnberg (121), Atzing (13), Berstenham (11), Bockenbach (21), Duttenberg (30), Gledt (54), Grading (19), Großenreith (52), Großweiffendorf (257), Gügling (42), Hub (56), Jagleck (36), Karlberg (3), Katzenberg (18), Kleinreith (96), Kleinweiffendorf (85), Kriegledt (15), Lehen (33), Mairing (22), Mettmach (505), Mitterdorf (235), Nagsdorf (74), Neulendt (25), Neundling (115), Nösting (92), Oberdorf (121), Scherwolling (11), Staxroith (15) és Warmanstadl (159).
A környező önkormányzatok: északra Kirchheim im Innkreis, északkeletre Mehrnbach, délkeletre Lohnsburg am Kobernaußerwald, délnyugatra Sankt Johann am Walde, nyugatra Aspach.

## Története
Mettmach nevét először 1150-ben említik egy bizonyos "Chuno de Metemenha" nevében. Mettmach (és az egész Innviertel) 1779-ig Bajorország része volt, de a bajor örökösödési háborút lezáró tescheni béke Ausztriának ítélte. A napóleoni háborúk alatt rövid időre visszatért a francia bábállam Bajországhoz, de 1816 után végleg Ausztriáé lett. Községi önkormányzata 1848-ban, önálló egyházközsége 1876-ban alakult meg. Az 1938-as Anschluss után a települést a Harmadik Birodalom Oberdonaui gaujába sorolták be. A második világháborút követően visszatért Felső-Ausztriához.
1960-ban egy gomphotherium alsó és felső állkapcsát találták meg a község területén. Mettmachot 1983-ban emelték mezővárosi rangra, ekkor kapta címerét is.

## Lakosság
A mettmachi önkormányzat területén 2384 januárjában 1198 fő élt. A lakosságszám 1951 óta 2200-2500 között mozog. 2019-ben az ittlakók 96,9%-a volt osztrák állampolgár; a külföldiek közül 1,1% a régi (2004 előtti), 1,5% az új EU-tagállamokból érkezett. 2001-ben a lakosok 97,9%-a római katolikusnak, 0,7% pedig felekezeten kívülinek vallotta magát. Ugyanekkor egy magyar élt a községben; a legnagyobb nemzetiségi csoportokat a németek (98,9%) mellett a törökök és a szerbek alkották 2-2 fővel.
A népesség változása:

| 2016 | 2 378 |
| 2018 | 2 355 |

## Látnivalók
- a huebi kastély
- a Szt. István-plébániatemplom
- az arnbergi templom
- a mérlegmúzeum
- a großenreithi tűzoltómúzeum

## Híres mettmachiak
- Anton Reinthaller (1895–1958) nemzetiszocialista, majd szabadságpárti politikus

## Fordítás
- Ez a szócikk részben vagy egészben  a   Mettmach című német Wikipédia-szócikk ezen változatának fordításán alapul.  Az eredeti cikk szerkesztőit annak laptörténete sorolja fel. Ez a jelzés csupán a megfogalmazás eredetét és a szerzői jogokat jelzi, nem szolgál a cikkben szereplő információk forrásmegjelöléseként.